# Stadthalle Magdeburg
Die Stadthalle Magdeburg, im Rotehornpark auf der Elbinsel Werder im Zentrum Magdeburgs gelegen, wurde von 1926 bis 1927 erbaut nach Plänen des Architekten und Magistratsbaurats Johannes Göderitz unter Mitwirkung des Formgestalters Wilhelm Deffke. Die Architektur der Halle wird dem Neuen Bauen zugeordnet, mit seiner Klinkerverblendung zeigt das Gebäude zudem den Einfluss des deutschen Backsteinexpressionismus.

## Geschichte
Der Anlass für den Bau der Halle war die in Magdeburg geplante Deutsche Theaterausstellung 1927. Die Grundsteinlegung erfolgte am 5. Januar, und bereits am 29. Mai 1927 fand die Einweihungsfeier statt. Diese kurze Bauzeit stellte eine bautechnisch herausragende Leistung dar, die durch parallel organisierte Bauarbeiten, vormontierte Bauteile und nächtliches Beheizen zur Austrocknung des Rohbaus erreicht wurde. Mit dem 100 Meter langen, 50 Meter breiten und 22 Meter hohen Bauwerk schuf Göderitz sein bedeutendstes Werk.
Die Stadthalle wurde zu einem gefragten Schauplatz von vielen unterschiedlichen Veranstaltungen. Noch während der Theaterausstellung 1927 wurde hier der US-Pilot Clarence Duncan Chamberlin empfangen, da er zuvor den Atlantik erstmals ohne Zwischenlandung überquert hatte.

## Konstruktion

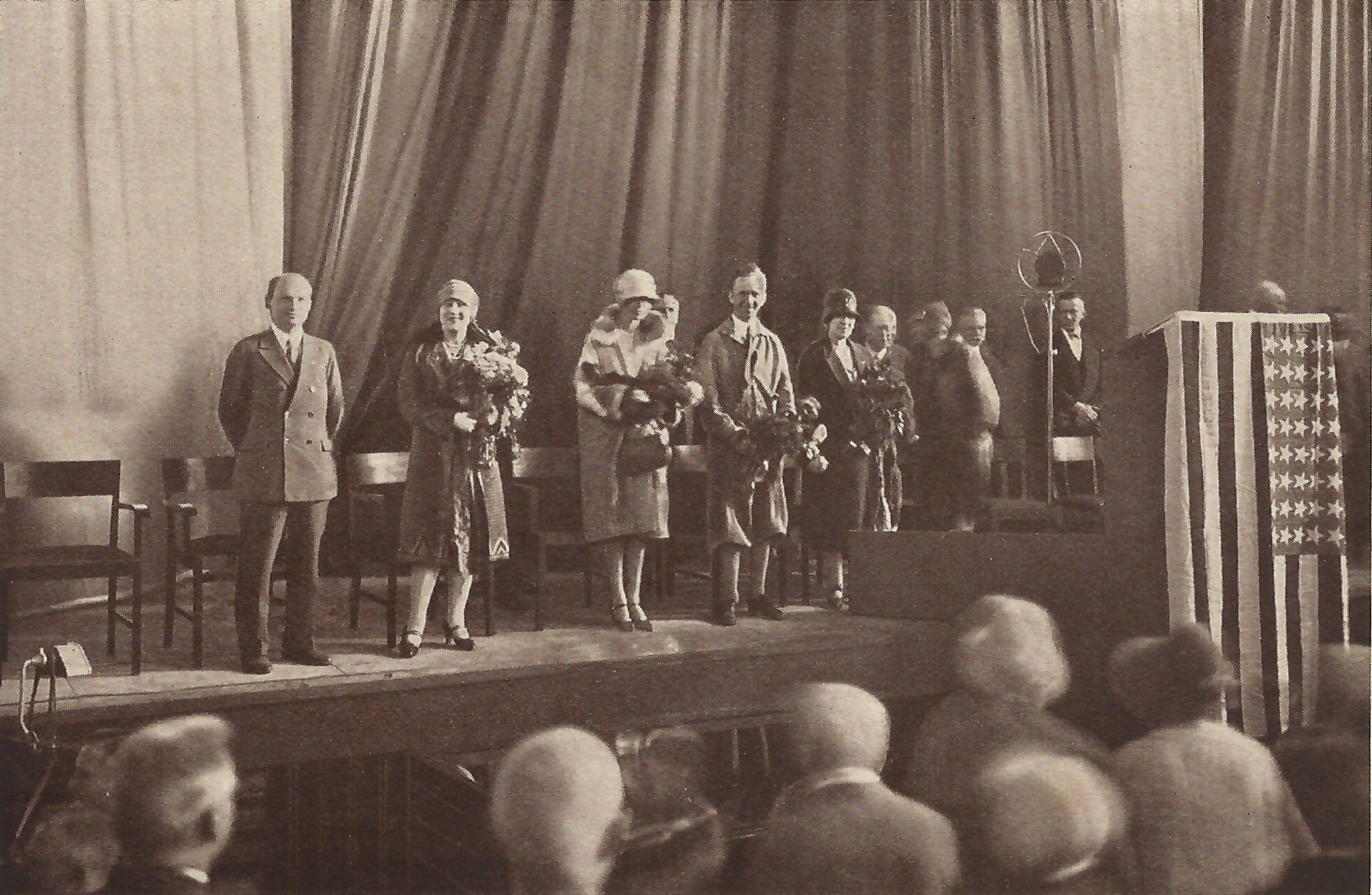
Empfang der Ozeanflieger Chamberlin und Levine, 1927

Johannes Göderitz griff auf die von ihm schon beim Bau des Magdeburger Gaswerks 1925 angewandte Architektur zurück, deren Merkmal die je Längsseite fünf eingetieften, wandhohen Fenster zwischen dünnen Klinkerflächen sind. Der weiche Baugrund der Elbinsel wurde mit einer Pfahlgründung aus acht bis zehn Meter langen, blechummantelten Stahlbeton-Pfählen verdichtet, darüber ein Untergeschoss in Stahlbeton errichtet. Auf diesem Sockel erhebt sich ein Stahlskelettbau. Dieses Stahlträgergerüst ist mit Eisenschmelzklinkern von braunvioletter Färbung verblendet. Die Außenwände werden durch schwarze Klinkerbänder und (tagsüber) schwarze Fensterbänder aus Glasbausteinen gegliedert, sogenannte Luxfer-Prismen.
Der Große Saal hatte bis zum Jahr 2020 Raum für bis zu 3.100 Stehplätze oder 2.000 Sitzplätze. Zu seiner Zeit stellte der Saal eine Neuheit im Theater- und Festhallenbau dar, da vielfältig genutzt werden konnte. Der Große Saal ist 50 m lang, 30 m breit und 15 m hoch. Die Tiefe des Bühnenraums beträgt 18 m; ein weiterer, durch die rückwärtige Empore abgegrenzter Raum ist 13 m lang, so dass der Saal insgesamt eine Innenlänge von 81 m erreicht. Vier Ecktreppen führten zu den Emporen, zu den seitlichen Wandelhallen gelangte man über je fünf Treppenaufgänge. Die geschlossene Holztäfelung im Innenraum garantierte eine gute Akustik. Das Podium konnte mittels einer besonderen Mechanik den unterschiedlichen Nutzungsformen angepasst werden.
1945 wurde die Halle durch Bombentreffer und Artilleriebeschuss stark beschädigt und brannte völlig aus. Das Dach brach zusammen.

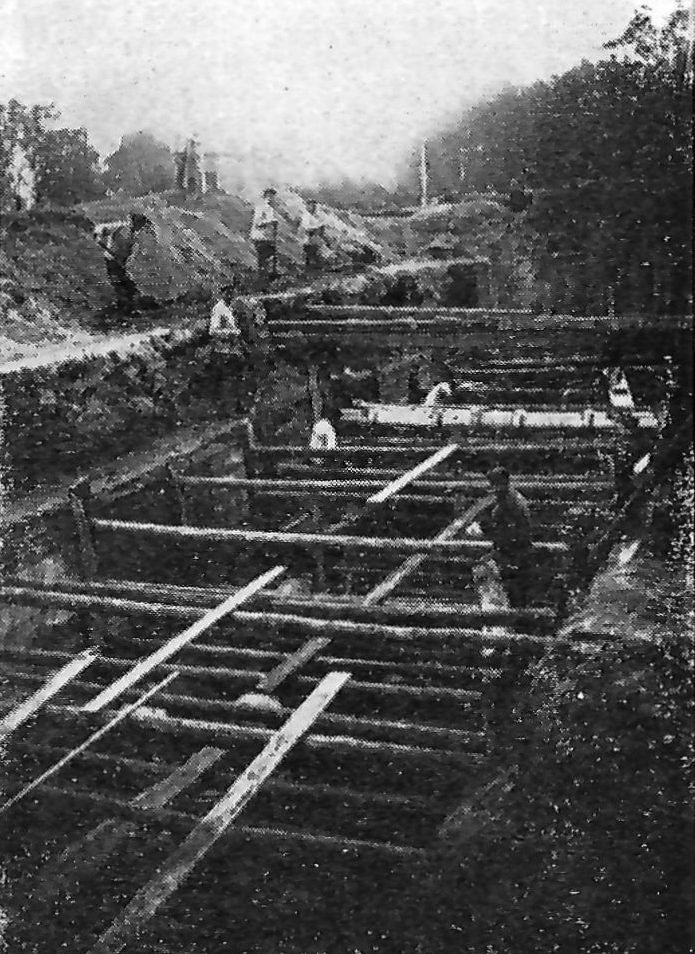
Ausschachtungsarbeiten für die Stadthalle
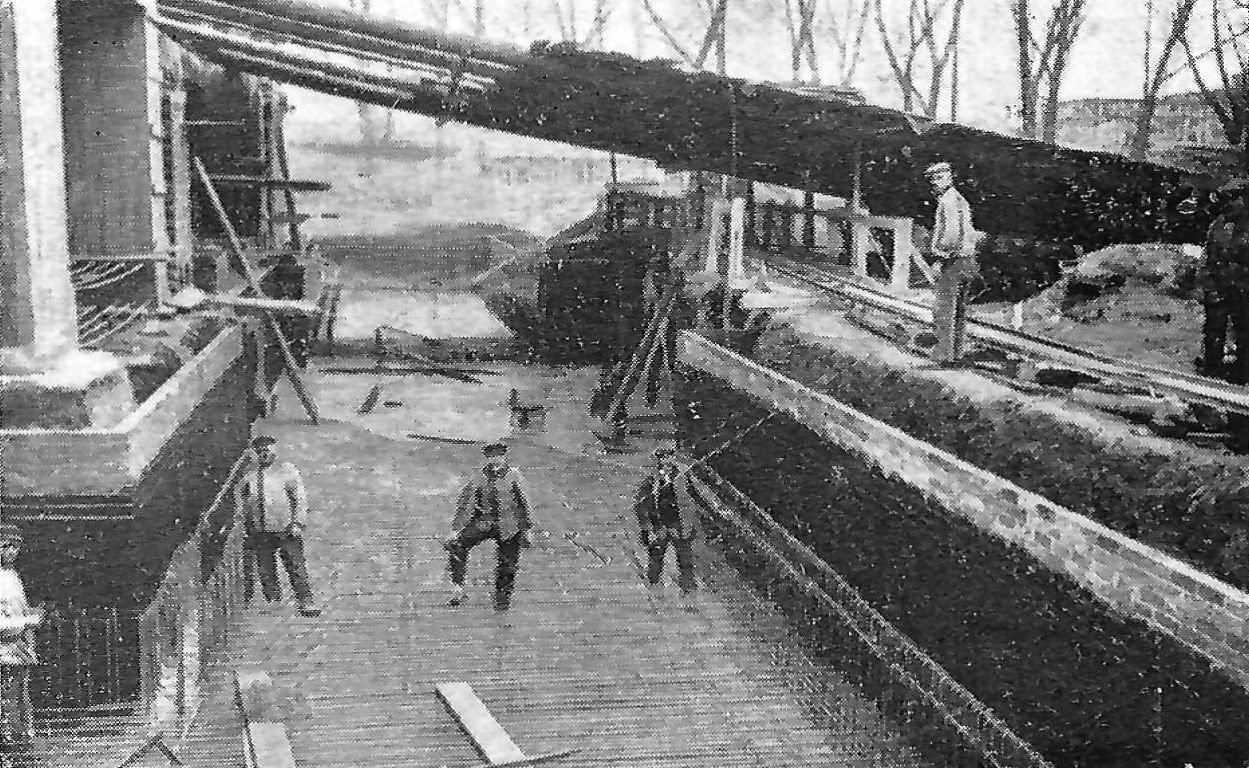
Bauarbeiten zur Errichtung des Heizungskellers, 1927
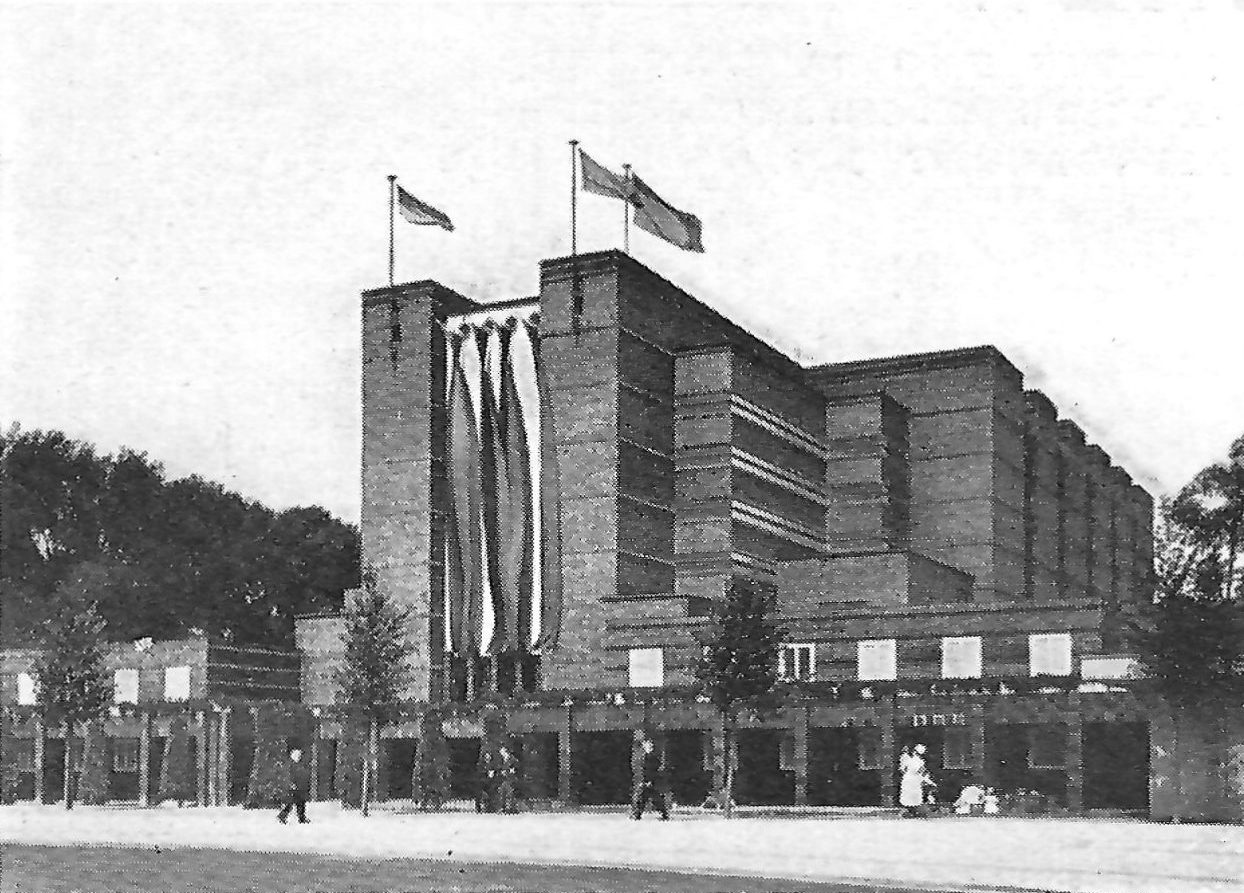
Eingangsbereich, 1927
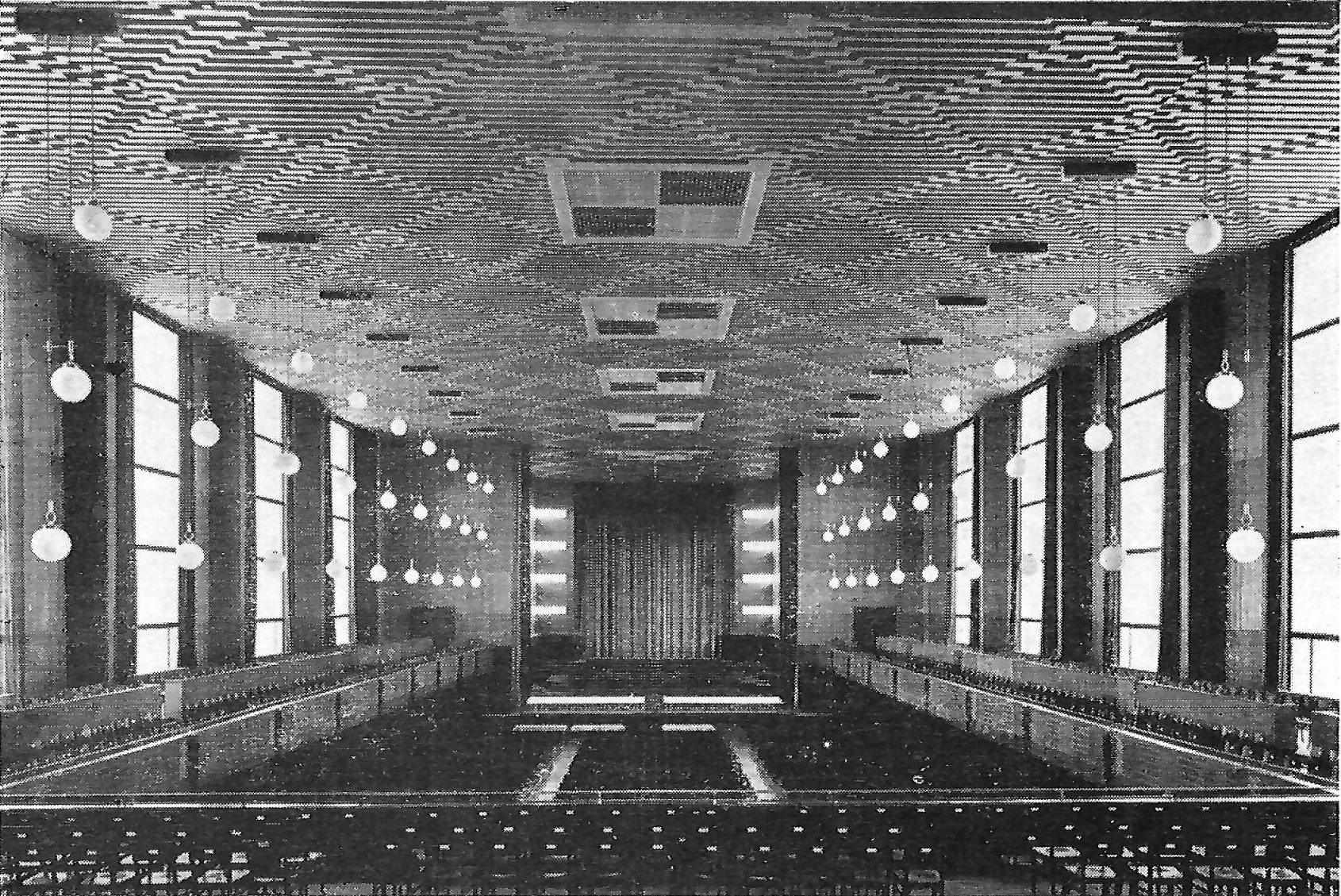
Großer Saal, 1927

### Orgel
Bereits zu Beginn der Planungen für eine neue Halle war der Einbau einer Konzertorgel vorgesehen. Die SPD-geführte Stadtregierung setzte nach der Eröffnung jeden Sonntagmorgen um 10 Uhr ein Orgelkonzert an, um das „Volkshaus“ als atheistische Alternative zu den Sonntags-Gottesdiensten in den vielen Kirchen der Stadt zu etablieren. Außerdem sollte es ein Ort zum Feiern und zum gemeinsamen Lernen werden.
Dazu wurde die seinerzeit modernste Orgel Deutschlands bestellt. Mit ihr war es möglich, auch zeitgenössische Kompositionen wie etwa die Werke von Max Reger aufzuführen. Die Orgelbauwerkstatt Wilhelm Sauer baute eine große, viermanualige Orgel mit 131 Registern in den Großen Saal ein. Sie wurde von einem 18 m vor der Orgel stehenden, versenkbaren Spieltisch angesteuert, der 650 kg wog. Damit war der Organist nahe am Orchester, was das Zusammenspiel der Musiker erleichterte. Die elektrische Spiel- und Registertraktur erlaubte eine Vielzahl an Spielhilfen. Zur Orgel gehörte auch ein Fernwerk, dessen Klang etwa über der Saalmitte aus der Decke austrat. Göderitz nahm entscheidend Einfluss auf die Gestaltung des Orgelprospekts, da er zum Raum passen sollte. So entstand u. a. die ungewöhnliche, V-förmige Anordnung der in voller Länge ausgeführten und an ihrem oberen Ende mit Metallverkleidungen verzierten, schwarz polierten Holzbecher der Kontraposaune mit 32 Fuß Tonhöhe (= 9,60 m) in der Mitte des Prospekts. Die Pfeifen des Schwellwerks waren beleuchtet und konnten bei offenem Schweller gesehen werden.
Bei den Bombardements 1945 ging auch diese Orgel verloren.

### Wiederaufbau
Der Wiederaufbau begann 1959. Man beabsichtigte eine Nutzung als Konzert- und Kongresshalle. Ein reiner Konzertsaal war nicht mehr erwünscht, daher unterblieb u. a. auch der erneute Einbau einer Orgel. Finanziert wurde der Aufbau vor allem durch Spenden, Aufbaustunden von Betrieben und eine Lotterie. Erst 1966 war die Wiederherstellung abgeschlossen.
Die Mittelrisalite wurden schräg abfallend überdacht und ragen nicht mehr geringfügig über das Flachdach, wodurch auch ein äußeres Merkmal der Halle leicht verändert wurde. Bei der anfangs für den Zeitraum 2020–2024 geplanten Sanierung wird das ursprüngliche Dach weitgehend wiederhergestellt.
Vor Beginn der Wiederaufbauarbeiten an der Stadthalle lagen längere Abschnitte der Pioniereisenbahn Magdeburg auf dem Grundstück. Da eine Verlegung an Geldmangel scheiterte, wurden die Gleisanlagen abgebaut.

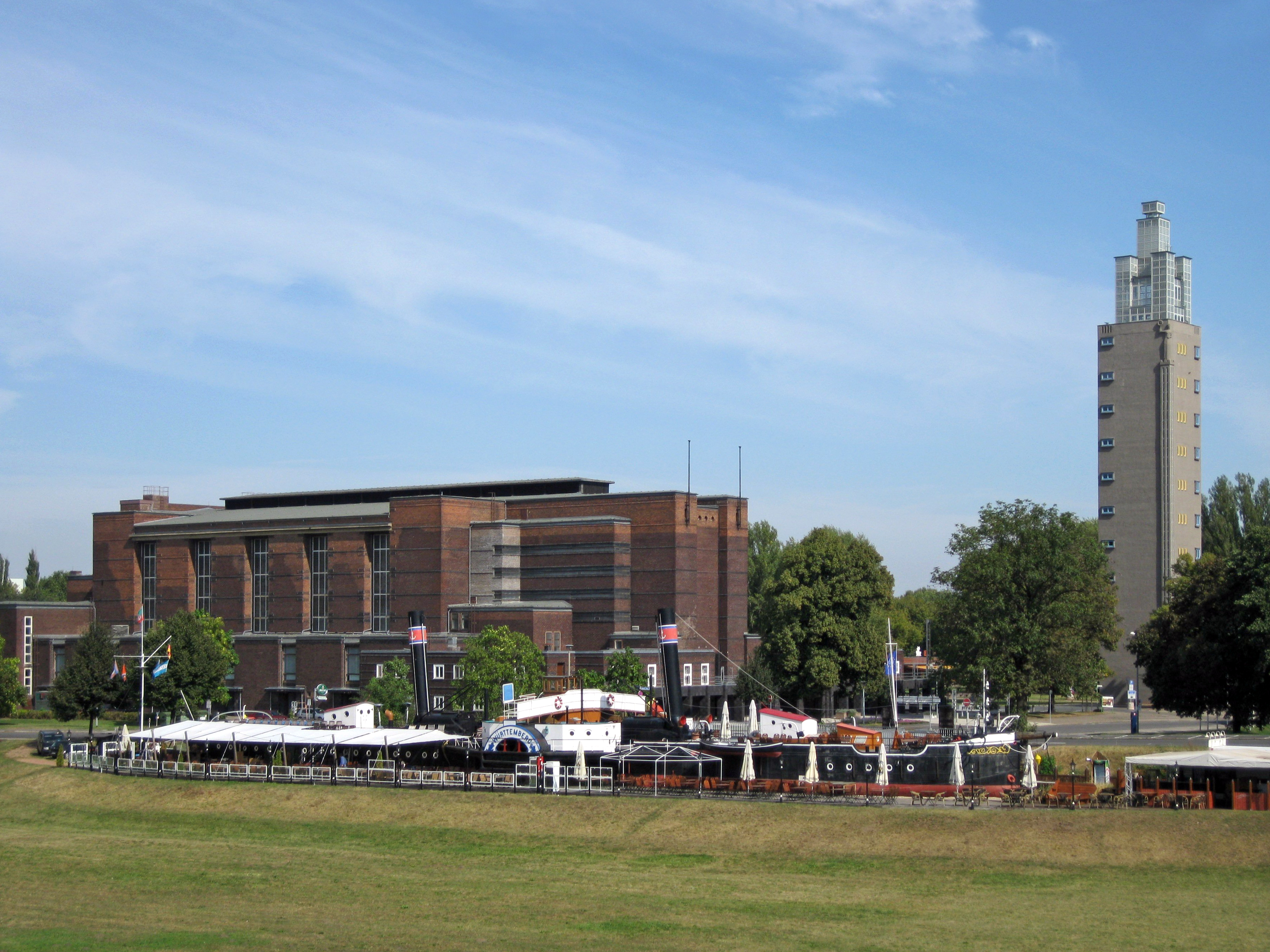
Stadthalle, Albinmüller-Turm und Museumsschiff Württemberg
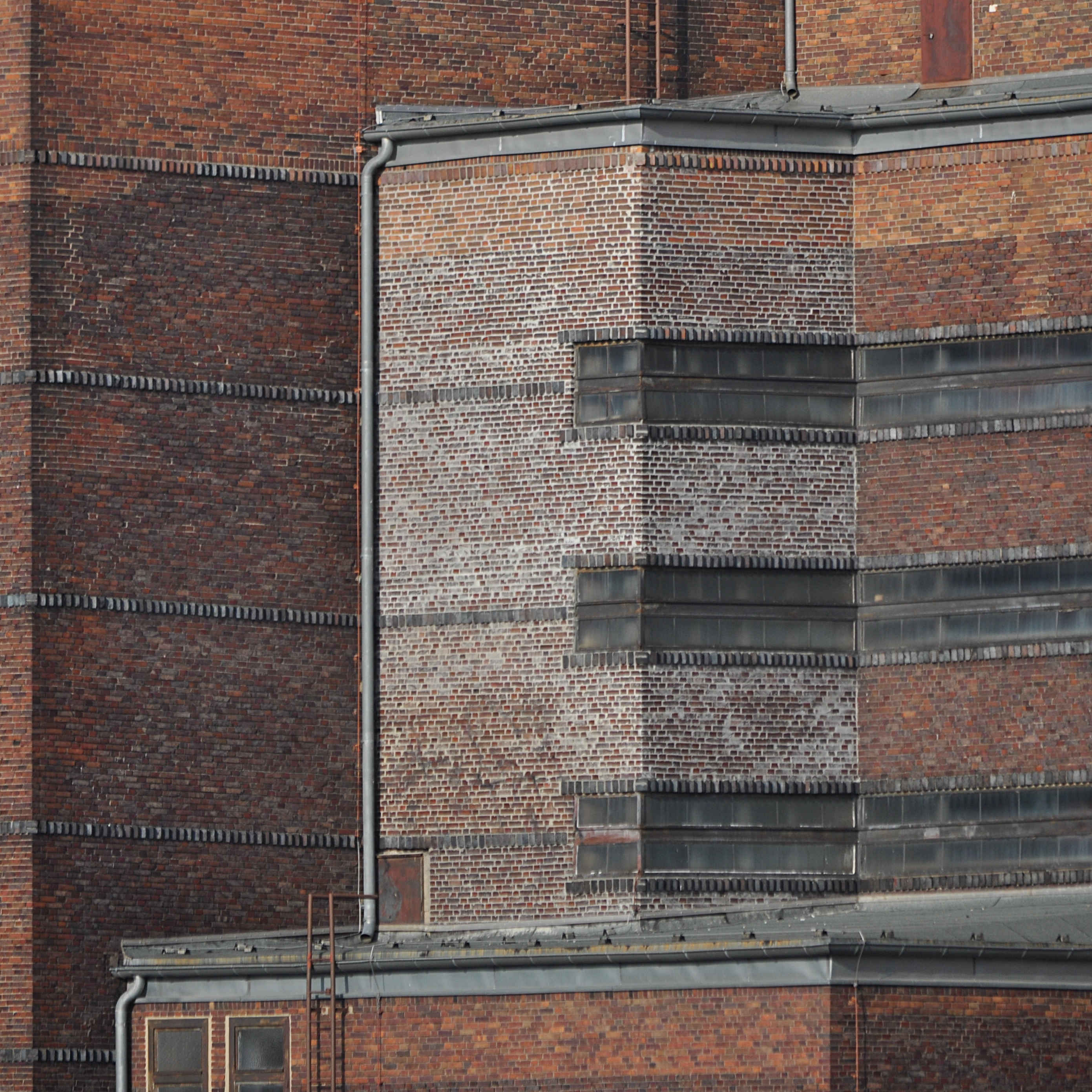
Klinkerfassade mit Fensterbändern aus Glasbausteinen

## Sanierung
Der Bau- und der Kulturausschuss des Magdeburger Stadtrats hatten 2017 zugestimmt, die Stadthalle von Grund auf zu sanieren. Die Stadthalle soll mit unterteilbaren Sälen Platz für Konzerte und Kongresse mit bis zu 2000 Teilnehmern bieten. Eine mobile Mauer wird künftig das Gebäude gegen Hochwasser schützen. Die Sanierung war zunächst für die Jahre 2019 bis 2022 angesetzt und wurde schließlich auf September 2020 bis 2024 verschoben mit 3½ Jahren Bauzeit. Mit der Planung wurde das Hamburger Architekturbüro gmp beauftragt. Eine Finanzierung der Baukosten von 65 Millionen Euro durch Fördermittel vom Land Sachsen-Anhalt ist Teil der Finanzplanung. Die Sanierung ist Teil einer allgemeinen Verbesserung der Qualität des Rotehornparks.  Eine Finanzierung der Stadthalle in Höhe von rund 60 Millionen € wurde vom Finanzministerium Sachsen-Anhalts genehmigt und am 29. September 2020 offiziell von Wirtschaftsminister Armin Willingmann an Oberbürgermeister Lutz Trümper überreicht.
Genauere Analysen zum Zustand des Gebäudes und zur Materialbeschaffenheit erbrachten einen höheren Finanzbedarf für die Verbesserung der Pfahlgründung, der Fassade und des Brandschutzes. Der Finanzbedarf summierte sich damit im Februar 2018 auf 70,1 Millionen Euro. Diese Summe wird zu 90 Prozent hälftig durch den Bund und das Land Sachsen-Anhalt übernommen. Am 5. April 2018 bewilligte der Magdeburger Stadtrat die Sanierung der Stadthalle ab Frühjahr 2019. Neben den infrastrukturellen Baumaßnahmen soll auch die ursprüngliche Fassade wiederhergestellt werden. Das schließt auch die Reaktivierung der Lichtbänder an der Fassade ein.
Am 6. September 2020 führte die Betreibergesellschaft MVGM GmbH einen Tag der offenen Tür durch, bei dem man sich von der Stadthalle vorübergehend verabschieden konnte. Das Interieur wurde auf andere Standorte verteilt und der Rest auf einem Flohmarkt in der Halle verkauft. Am 8. September 2020 begannen die bauvorbereitenden Maßnahmen. Im Zuge der Arbeiten soll auch die seit 1983 im Foyer stehende Thälmann-Plastik abgebaut und in das Technikmuseum Magdeburg umgesetzt werden.
Die Bühne wechselt vom Süden auf die Nordseite, damit eine störungsfreie Trennung von Zuschauer- und Technikeingang zustande kommt. Kleinere Anbauten nach 1959 wurden entfernt. Dafür zogen zwei neue Etagen unterhalb der Halle ein, um Raum für Garderoben und Sanitäranlagen zu schaffen. Zusätzliche Stahlträger erhöhen die strukturelle Stabilität des Gebäudes. Teilbereiche der Klinkerfassade müssen wegen Wassererosion ausgetauscht werden. Gestiegene Dachlasten durch eine moderne Haustechnik werden durch weitere Dachstahlträger („Dachbinder“) verstärkt. Denn die Saaldecke wird den künftigen Saalboden anheben und kann den Boden variabel nach oben in die Höhe ziehen. Die hinteren Stuhlreihen und Randbereiche werden damit für eine bessere Sicht auf die Bühne bei bestimmten Veranstaltungen erhöht.
Der Magdeburger Stadtrat diskutierte am 16. August 2023 in kontroverser Weise einen „spektakulären“ Anstieg der Sanierungskosten für die Stadthalle. Nach einem Beschlussvorschlag an den Stadtrat hatten sich die Kosten für die Modernisierung um 22 Millionen Euro auf 91,7 Millionen Euro „exorbitant“ erhöht. Als Kostentreiber für die Entwicklung der Baupreise wurden die restriktiven Maßnahmen während der Corona-Krise als auch wegen des Ukraine-Kriegs genannt. Hinzu kam auch eine schlechte Bausubstanz, dessen Ausmaß jedoch erst im Laufe der Sanierungsarbeiten vollständig offenbar geworden sei. Vor allem die Korrosion der Stahlträger war zunehmend fortgeschritten, so dass eine Entkernung des Gebäudes unumgänglich geworden war. Magdeburgs Stadtrat stimmte schließlich ohne Gegenstimmen für eine Bewilligung der erhöhten Sanierungskosten. Eine Fertigstellung der Stadthalle wird für 2026 erwartet.

## Filme
- Zwischen Tanzturnier und Propaganda – die Stadthalle in Magdeburg. Dokumentarfilm, Deutschland, 2016, 29:33 Min., Buch und Regie: Karin Roxer und Andreas Tempelhof, Produktion: MDR, Reihe: Der Osten – Entdecke, wo du lebst, Erstsendung: 17. Januar 2017 bei MDR, Inhaltsangabe von MDR, (Memento vom 18. Januar 2017 im Internet Archive).
- Sanierung der Stadthalle und Hyparschale. Baustellen-Reportage, Deutschland, 2024, 7:23 Min., Buch und Regie: Stefan Richter, Produktion: MDF.1 Fernsehen, Reihe: Direkt Magazin, Internetpublikation: 15. Februar 2024 bei YouTube, Internet-Video, Stadthalle ab 3:09 Min.